# Lago Yulton
Lago Yulton är en sjö i Chile.   Den ligger i regionen Región de Aisén, i den södra delen av landet, 1 300 km söder om huvudstaden Santiago de Chile. Lago Yulton ligger 489 meter över havet. Arean är 60 kvadratkilometer. Den sträcker sig 11,3 kilometer i nord-sydlig riktning, och 14,2 kilometer i öst-västlig riktning.
I omgivningarna runt Lago Yulton växer i huvudsak blandskog. Trakten runt Lago Yulton är nära nog obefolkad, med mindre än två invånare per kvadratkilometer.